# Derhamia
Derhamia is een monotypisch geslacht van straalvinnige vissen uit de familie van de slankzalmen (Lebiasinidae).

## Soort
- Derhamia hoffmannorum Géry & Zarske, 2002